# Böllersmühle
Böllersmühle ist ein Gemeindeteil der Gemeinde Diebach im Landkreis Ansbach (Mittelfranken, Bayern). Böllersmühle liegt in der Gemarkung Diebach.

## Geografie
Die Einöde liegt am Östheimer Mühlbach, einem rechten Zufluss der Tauber. Ein Anliegerweg führt zu einer Gemeindeverbindungsstraße (0,2 km nordöstlich), die nach Diebach zur Staatsstraße 2247 (0,8 km nördlich) bzw. an der Seemühle vorbei nach Unteroestheim verläuft (1,5 km südlich).

## Geschichte
Mit dem Gemeindeedikt (frühes 19. Jahrhundert) wurde der Ort dem Steuerdistrikt und der Ruralgemeinde Diebach zugewiesen.

## Einwohnerentwicklung
| Jahr      | 001818 | 001840 | 001861 | 001871 | 001885 | 001900 | 001925 | 001950 | 001961 | 001970 | 001987 |
| Einwohner | 7      | 6      | 11     | 7      | 11     | *      | *      | *      | *      | *      | 4      |
| Häuser    | 1      | 2      |        |        | 2      | *      | *      | *      | *      |        | 1      |
| Quelle    | [ 7 ]  | [ 8 ]  | [ 9 ]  | [ 10 ] | [ 11 ] | [ 12 ] | [ 13 ] | [ 14 ] | [ 15 ] | [ 16 ] | [ 1 ]  |

## Religion
Der Ort ist seit der Reformation evangelisch-lutherisch geprägt und bis heute nach St. Bartholomäus (Diebach) gepfarrt. Die Einwohner römisch-katholischer Konfession sind nach St. Laurentius (Bellershausen) gepfarrt.